# Stefanie Kunke
Stefanie Kunke geb. Jelinek (geboren am 26. Dezember 1908 in Wien; gestorben am 14. Februar 1943 im KZ Auschwitz-Birkenau) war eine österreichische Lehrerin und Widerstandskämpferin gegen das NS-Regime. Sie wurde – ebenso wie ihr Ehemann Hans Kunke – verhaftet, deportiert und ermordet.

## Leben
Stefanie Jelinek wurde als Tochter des Ehepaares Stanislaus und Maria Jelinek in der Wiener Rudolfstiftung geboren. Ihre Tante Flora Jelinek, eine Handarbeitslehrerin, und ihre Großmutter Margarete Jelinek nahmen sie frühzeitig zu sich und zogen sie auf. Die zwei Frauen und das Kind wohnten in der Langen Gasse 47 im damaligen Vorort Mauer bei Wien (seit 1938 in Wien, seit 1954 im 23. Bezirk). Die Familie Jelinek stammte ursprünglich aus Ober-St.-Veit im 13. Bezirk und hatte am dortigen Friedhof ein Familiengrab.
Von 1914 bis 1922 besuchte Stefanie die Volks- und Bürgerschule von Mauer und wurde als hochtalentiert, dichterisch und musikalisch veranlagt, sehr fleißig und höchst anständig beschrieben. Einige ihrer Gedichte – etwa zum Abschied scheidender Lehrkräfte oder zur
Markterhebungsfeier von Mauer – sind in der Schulchronik von Mauer erhalten. 
Nach Besuch einer Überleitungsklasse 1922/23 absolvierte sie in den Jahren 1923 bis 1928 die Lehrerbildungsanstalt Hegelgasse. Danach studierte sie bis 1930 am Pädagogischen Institut in Wien sowie danach einige Semester Staatswissenschaft und Philosophie. Von 1931 bis 1936 arbeitete sie mit Unterbrechungen als Junglehrerin an Volksschulen in den Wiener Bezirken Josefstadt (8.), Favoriten (10.) und Hietzing (13.). Am 28. September 1934 heiratete sie Hans Kunke, einen Beamten der Wiener Städtischen Versicherung. Das Ehepaar bezog eine Wohnung im 7. Bezirk, Neubau, in der Zieglergasse 46. 
Wie ihre Tante war Stefanie Jelinek politisch links orientiert. Schon früh engagierte sie sich in der Sozialistischen Arbeiter-Jugend, in Mauer war sie von 1923 bis 1927 deren Obfrau. In der sozialistischen Bewegung lernte sie auch ihren späteren Ehemann Hans kennen. Wiederholt hielt sie in ihrem Heimatbezirk und auswärts Vorträge. Nach den Februarkämpfen 1934 und dem Verbot aller sozialdemokratischen Organisationen durch die Dollfuß-Diktatur wurden Stefanie und Hans ins Zentralkomitee der Revolutionären Sozialistischen Jugend gewählt. Wegen Verbreitung sozialistischer Literatur wurde das junge Paar am 9. Jänner 1936 festgenommen und am 8. Juli 1936 zu Kerkerstrafen verurteilt – Stefanie zu sieben Monaten, Hans zu 18 Monaten. Aufgrund des Amnestiegesetzes wurden die Eheleute jedoch freigelassen.
Zwei Monate nach dem „Anschluss“ Österreichs an das nationalsozialistische Deutsche Reich, am 20. Mai 1938, wurde das Ehepaar wegen seiner Arbeit für die Revolutionären Sozialisten neuerlich inhaftiert und ohne Gerichtsurteil in Konzentrationslager eingewiesen. Stefanie Kunke kam vorerst in das Polizeigebäude Rossauer Lände, ein Polizeigefängnis, und blieb dort bis 15. Juli 1938. Danach wurde sie knapp ein Jahr im Frauenkonzentrationslager Lichtenburg (im heutigen Sachsen-Anhalt) inhaftiert und ab Mai 1939 mehr als drei Jahre im Frauenkonzentrationslager Ravensbrück, wo sie Blockälteste wurde.
„Wegen Nichtmeldung einer strafbaren Handlung, die eine ihrer Stubenältesten verübte, bekam sie zur Strafe zwei Jahre Strafblock. Der Strafblock musste damals das Lager Ravensbrück erbauen. Schwere Steine brechen, Baumaterial aus Schiffe laden bis spät in die Nacht, Strafestehen und dann meist ohne Essen auf zwei drei Stunden ins Bett.“ Im Frühjahr 1941 soll sie aus dem Strafblock entlassen worden sein und im politischen Block die Funktion einer Blockschreiberin übernommen haben. Zu ihren Lagergenossinnen zählten die Sozialistinnen und späteren Politikerinnen Rosa Jochmann und Helene Potetz. Im Frühjahr 1942 wurde sie nach Auschwitz deportiert.
Ihre Briefe an Tante und Großmutter beinhalteten einige Gedichte voller Schwermut. Sie verfasste auch ein Kinderbuch, dessen Manuskript verloren ging. Aus einem Lied von Stefanie Kunke stammt der folgende Vers: 

„Um dich herum aber stöhnt der Mensch,
schreit auf in tausendfacher Not,
getreten, geschlagen, gemartert, gequält,
nach barbarischer Stunde Gebot.“

Ihr Ehemann wurde am 30. Oktober 1940 im KZ Buchenwald erschossen. Hans Kunke wurde eingeäschert und seine Urne wurde im Familiengrab auf dem Hietzinger Friedhof (Gruppe 28, Nummer 15) beigesetzt. Über die Todesursache von Stefanie Kunke gibt es verschiedene Angaben, sie lauten von Typhus bis zu Tod durch Erschlagen. Sie wurde in Auschwitz eingeäschert und die Asche ihrer Tante Flora Jelinek gegen Gebühr übergeben. Ihre Urne wurde am 30. März 1943 neben der ihres Mannes beigesetzt.

## Gedenken

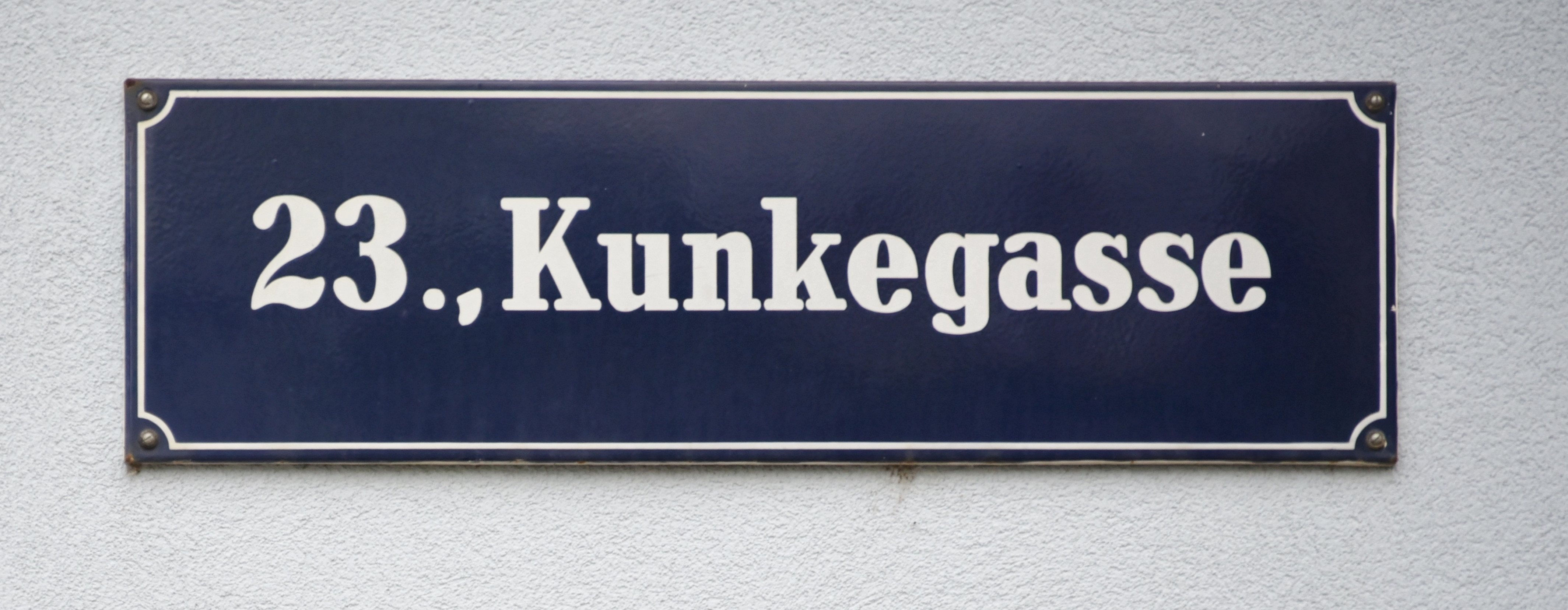
Straßenschild der Kunkegasse in Wien-Liesing

Ein Gedenkstein und eine nach ihr und ihrem Mann benannte Straße, die Kunkegasse im 23. Bezirk, Liesing, Bezirksteil Mauer, erinnern an die Widerstandskämpferin gegen das NS-Regime:
- Am 19. Mai 1954 wurde die Mackgasse, eine Seitengasse der Maurer Langen Gasse, wo Stefanie aufgewachsen war, durch Beschluss des Gemeinderatsausschusses für Kultur nach Hans und Stefanie Kunke umbenannt.[2][3]
- Vor ihrem früheren Wohnsitz in der Maurer Langen Gasse 47 wurde von der Initiative Steine der Erinnerung in Liesing ein Gedenkstein verlegt; ihr Name findet sich auch in der Liste Liesinger Opfer des Nationalsozialismus 1938–1945.[4]

Das Grab von Hans und Stefanie Kunke auf dem Hietzinger Friedhof wurde zu einem Ehrengrab umgewidmet. In der Sozialistischen Jugend blieben ihre Persönlichkeit und ihr Wirken lange in Erinnerung. Nach 1945 wurde ein Kinderheim in Mauer Steffi-Heim genannt.